# پیتر کلارک (بازیکن فوتبال)
پیتر کلارک (انگلیسی: Peter Clarke؛ زادهٔ ۳ ژانویهٔ ۱۹۸۲) بازیکن فوتبال اهل بریتانیا است.
از باشگاه‌هایی که در آن بازی کرده‌است می‌توان به باشگاه فوتبال ساوتند یونایتد، باشگاه فوتبال بری، باشگاه فوتبال بلکپول، باشگاه فوتبال کاونتری سیتی، باشگاه فوتبال اورتون، باشگاه فوتبال هادرزفیلد تاون، و باشگاه فوتبال پورت ویل اشاره کرد.
وی همچنین در تیم ملی فوتبال زیر ۲۱ سال انگلستان بازی کرده‌است.